# Ţabarījān
Ţabarījān (persiska: طبريجان) är en ort i Iran.   Den ligger i provinsen Lorestan, i den nordvästra delen av landet, 300 km sydväst om huvudstaden Teheran. Ţabarījān ligger 1 494 meter över havet och antalet invånare är 503.
Terrängen runt Ţabarījān är varierad. Runt Ţabarījān är det tätbefolkat, med 257 invånare per kvadratkilometer. Närmaste större samhälle är Borujerd, 9,2 km norr om Ţabarījān. Trakten runt Ţabarījān består till största delen av jordbruksmark.